# Kafr Mu
Kafr Mu (tiếng Ả Rập: كفر مو) là một ngôi làng Syria nằm ở Harem Nahiyah ở huyện Harem, Idlib. Theo Cục Thống kê Trung ương Syria (CBS), Kafr Mu có dân số 62 người trong cuộc điều tra dân số năm 2004.